# Parafia św. Józefa Rzemieślnika w Rzędzianowicach
Parafia św. Józefa Rzemieślnika w Rzędzianowicach – parafia rzymskokatolicka znajdująca się w diecezji tarnowskiej, w dekanacie Mielec Północ.
Kościół parafialny wzniesiono w latach 1928–1930. Został konsekrowany w 1935 przez bp. Franciszka Lisowskiego. Jest to świątynia trzynawowa, z elementami neobarokowymi.
Proboszczem parafii od 1999 jest ks. Antoni Sowa.
Do parafii należą wierni z miejscowości: Rzędzianowice i Wola Pławska.